# 아부 오마르 알시샤니
아부 오마르 알시샤니(1986년 1월 11일 ~ 2016년 3월 14일, 아랍어: أبو عمر الشيشاني 조지아어: აბუ ომარ ალ-შიშანი)는 시리아 내전의 ISIS 최고사령관이다.

## 생애
조지아 비르키아니(Birkiani)에서 조지아인 아버지와 체첸인 어머니의 아들로 태어났으며 본명은 타르한 바티라슈빌리(조지아어: თარხან ბათირაშვილი)이다. 2006년부터 2010년까지 조지아군에서 복무했고 2008년 남오세티야 전쟁에서는 츠힌발리 전투에 참전한 경력을 갖고 있다.
2010년 육군 장교로 복무하던 도중에 병원에서 결핵 진단을 받으면서 전역했다. 2010년 9월 조지아 당국으로부터 무기를 무단으로 은닉한 혐의로 체포되었으며 조지아 법원으로부터 징역 3년을 선고받았다. 2012년 초반에 조지아를 떠났고 2012년 3월에는 시리아에 정착했다. 원래는 동방 정교회 신자였지만 이슬람교로 개종하면서부터 이슬람주의 무장 조직에 가담하게 된다.
아부 오마르 알시샤니는 시리아 내전에 가담하던 시기에 사용했던 가명으로서 아랍어로 "체첸의 아부 오마르"를 뜻한다. 2012년부터 2013년까지는 자이시 알무하지린 왈안사르(Jaish al-Muhajireen wal-Ansar)의 사령관을 역임했고 2013년 5월부터 2016년 7월까지 이라크 레반트 이슬람 국가의 북부 사령관을 역임했다.
2016년 3월 4일 미국 공군은 알시샤니를 목표로 공습을 하였으며, 익명의 미군이 알시샤니가 사망했다고 말했다. 그러나 확인은 불가능했다. AFP는 사망했다고 보도했지만, 시리아인권관측소(SOHR)는 알시샤니가 미군 공습으로 중상을 입고 ISIS 수도 락까에서 치료중이라고 말했다. 14일 미국 고위 관리는 알시샤니가 치료중 사망했다고 말했다.
미국 국방부 대변인 피터 쿡은 공습 당시, 얄시샤니는 최근 미군 지원으로 연이어 패배한 ISIS 전투원들을 격려하기 위해 알 샤다디에 있었다고 말했다. 드론과 전투기 등으로 공습했다. 미국 공군은 시리아 내전에 1톤 MQ-1 프레데터, 5톤 MQ-9 리퍼 무인공격기로 공습작전을 하고 있다. 드론의 조종사들은 라스 베이거스 인근 크리치 공군 기지에서 WGS 위성을 통해 원격 조종했다.